# 아라스 외즈빌리즈
아라스 외즈빌리즈(아르메니아어: Արազ Օզբիլիս 아라즈 오즈빌리스, 튀르키예어: Aras Özbiliz 아라스 외즈빌리즈[*], 1990년 3월 9일, 이스탄불 ~ )는 아르메니아의 전 축구 선수이다. 과거 아르메니아 축구 국가대표팀에서 활약했으며, 현역 시절 포지션은 윙어였다.